# ヘンシュラ
ヘンシュラ(アラビア語：خنشلة)(タマジグト：ⵅⴻⵏⵛⴻⵍⵜ)はアルジェリア北東部のヘンシュラ県の県都。
かつては「マスクラ」と呼ばれていた。
アトラス山脈の中のアウレス山脈の海抜1200mに位置する。
住民はベルベル人のチャオウイ人が中心である。
2008年の人口は約11.4万人。

## 気候
ヘンシュラは涼しい地中海性気候(Csb)で、平均年間降水量は446mmである。
夏は暖かく乾燥し、冬は肌寒く湿潤で、雪も降る。

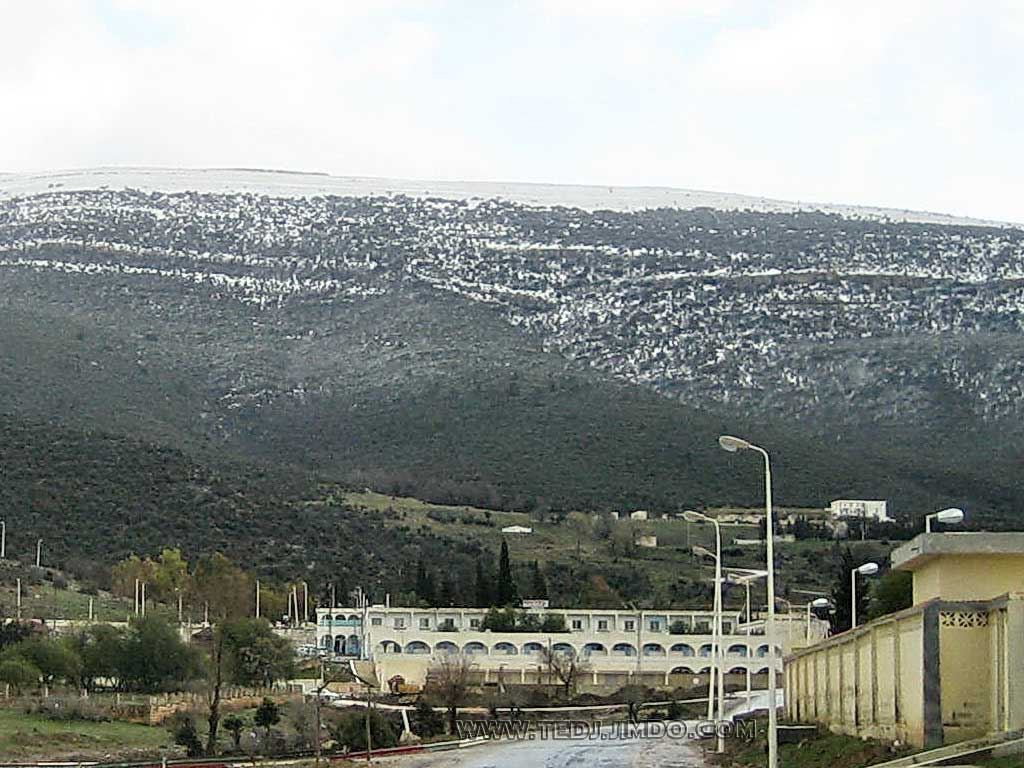
冬のヘンシュラ

アルジェリアで最も寒い都市の1つである。
| ヘンシュラの気候       | ヘンシュラの気候 | ヘンシュラの気候 | ヘンシュラの気候 | ヘンシュラの気候 | ヘンシュラの気候 | ヘンシュラの気候 | ヘンシュラの気候 | ヘンシュラの気候 | ヘンシュラの気候 | ヘンシュラの気候 | ヘンシュラの気候 | ヘンシュラの気候 | ヘンシュラの気候 |
| 月                     | 1月              | 2月              | 3月              | 4月              | 5月              | 6月              | 7月              | 8月              | 9月              | 10月             | 11月             | 12月             | 年               |
| ---------------------- | ---------------- | ---------------- | ---------------- | ---------------- | ---------------- | ---------------- | ---------------- | ---------------- | ---------------- | ---------------- | ---------------- | ---------------- | ---------------- |
| 平均最高気温 °C （°F） | 9.0 (48.2)       | 10.6 (51.1)      | 13.9 (57)        | 17.6 (63.7)      | 21.2 (70.2)      | 26.6 (79.9)      | 30.1 (86.2)      | 29.4 (84.9)      | 25.7 (78.3)      | 19.7 (67.5)      | 14.5 (58.1)      | 10.2 (50.4)      | 19.04 (66.29)    |
| 平均最低気温 °C （°F） | −0.5 (31.1)      | 0.4 (32.7)       | 2.0 (35.6)       | 4.1 (39.4)       | 7.0 (44.6)       | 11.1 (52)        | 13.1 (55.6)      | 13.1 (55.6)      | 11.7 (53.1)      | 7.8 (46)         | 4.1 (39.4)       | 0.7 (33.3)       | 6.22 (43.2)      |
| 降水量 mm （inch）     | 43 (1.69)        | 44 (1.73)        | 63 (2.48)        | 40 (1.57)        | 49 (1.93)        | 25 (0.98)        | 12 (0.47)        | 17 (0.67)        | 32 (1.26)        | 37 (1.46)        | 46 (1.81)        | 38 (1.5)         | 446 (17.55)      |
| 出典：Climate-data.org |                  |                  |                  |                  |                  |                  |                  |                  |                  |                  |                  |                  |                  |

## 歴史

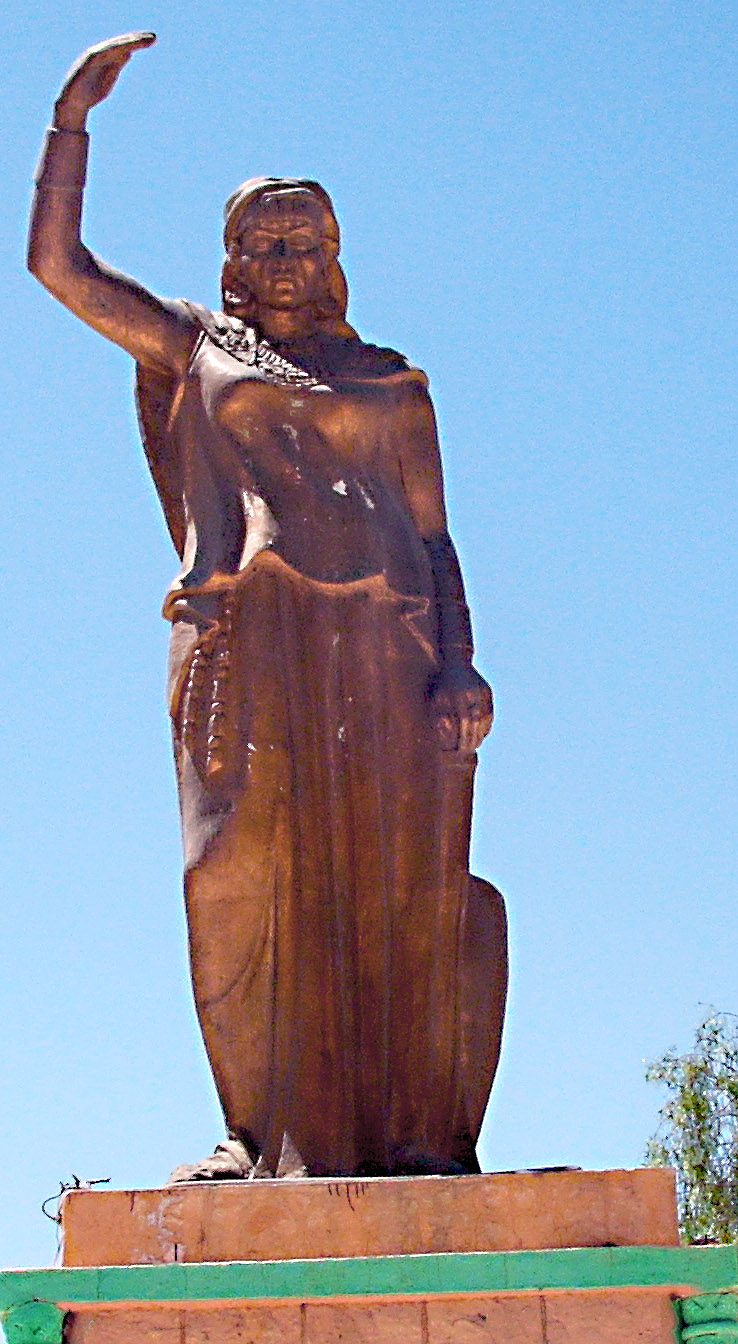
カヒナ女王

7世紀、カヒナ女王はムスリムの侵入に何十年も抵抗し、この地に城を建てた。
1850年、フランス軍がヘンシュラを占領し、軍政を開始した。
1878年、最初のフランス人が入植し、農場が造られた。
谷の草地では牧畜がおこなわれ、牛乳やバター、チーズが作られた。
1905年10月、北部と鉄道で結ばれた。
1912年、軍政が終了した。
1954年、人口が1.2万人に達した。
1962年、人口が2.8万人に達した。
1982年、集団墓地からアルジェリア戦争(1954年～1962年)で殺害された1200人以上の遺体が見つかった。
これはアルジェリアで最大であった。
アルジェリアの政府と報道陣はこれをフランス軍の行為と主張したが、フランスは否定した。

1987年、人口が7万人に達した。
2002年、人口が8万7196人に達した。
この人口増加は、アルジェリア戦争でヘンシュラが独立軍の避難所になった為である。
これによって住宅、水、衛生、電気の問題が発生した。